# سفارت ایالات متحده آمریکا در تیرانا
سفارت ایالات متحده آمریکا در تیرانا (به لاتین: Embassy of the United States) یک منطقهٔ مسکونی و نمایندگی سیاسی ایالات متحده آمریکا در آلبانی است که در تیرانا واقع شده‌است.